# Свирский, Ежи
Ежи Влодзимеж (Георгий/Юрий Владимирович) Свирский (пол. Jerzy Włodzimierz Świrski ; 5 апреля 1882, Калиш, Царство Польское Российская империя — 12 июня 1959, Лондон, Великобритания) — капитан 1-го ранга Российского военно-морского флота, после 1917 года — контр-адмирал Украинской державы, затем польский военно-морской и государственный деятель, начальник Командования ВМФ Польши (1925—1947). Вице-адмирал ВМФ Польши. Член польского правительства в изгнании.

## Биография

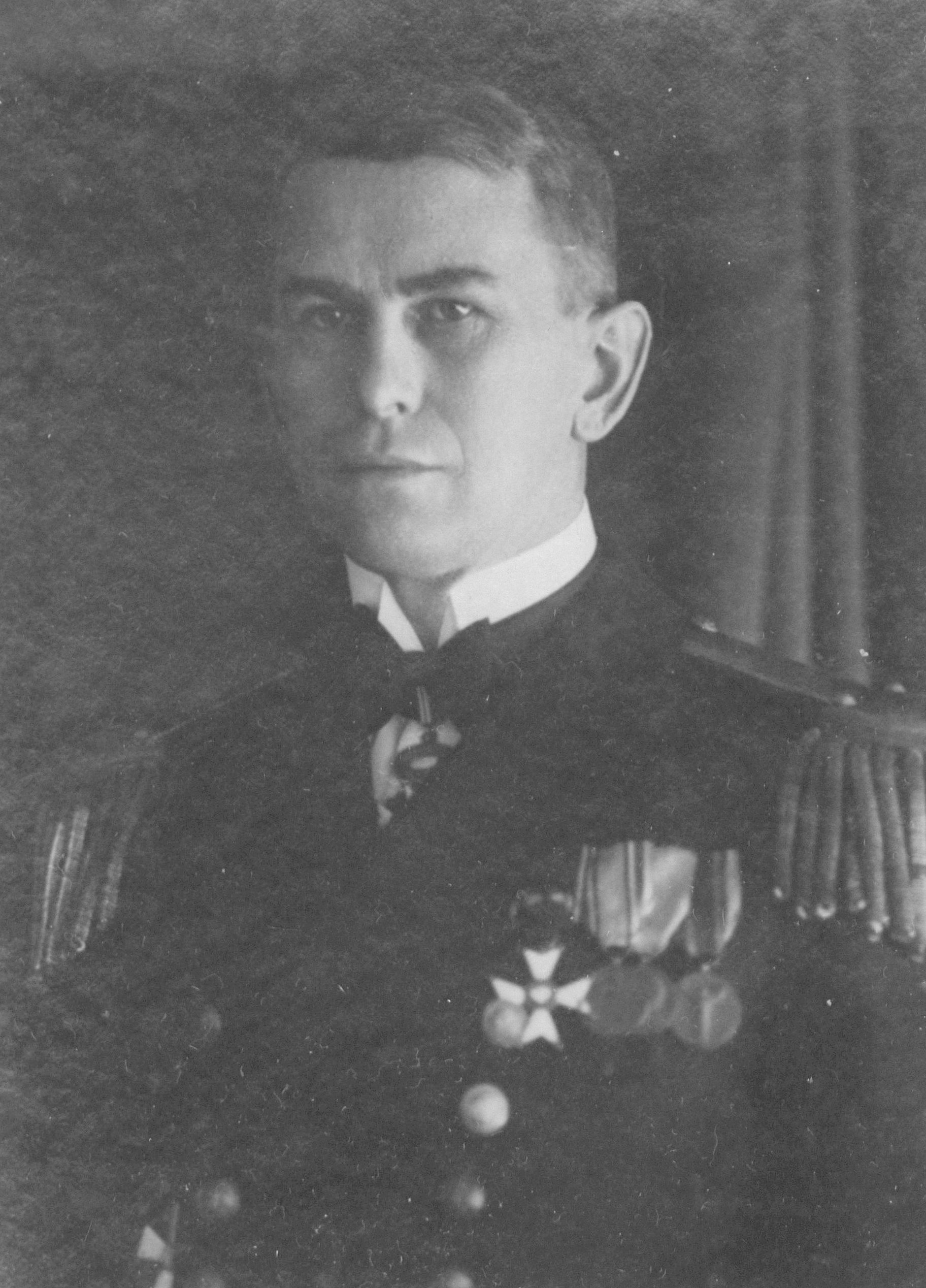
Ежи Свирский в 1939 году.

Сын офицера Русской императорской армии, командира гарнизона крепости Демблин. Воспитанник Московского 1-го кадетского корпуса. Римско-католического вероисповедания.
В 1902 году окончил курс в Морском кадетском корпусе в Санкт-Петербург. Позже окончил офицерские штурманские курсы.
На военной службе на Российском императорском флоте с 1899 года, — первоначально гардемарином Морского корпуса, затем мичманом на крейсере «Аскольд».
В 1905 году был переведен на Черноморский флот. С 1905 года — вахтенный офицер на броненосце «Ростислав», затем — штурман на минном заградителе «Дунай» и канонерской лодке «Донец», старший офицер на крейсере «Память Меркурия» и линкоре «Евстафий», командир миноносца «Стремительный», яхты «Колхида».
В 1911 году Свирский — флагманский штурманский офицер штаба начальника Черноморской минной дивизии, в 1912—1914 годах — исправляющий должность флагманского штаб-офицера штаба начальника бригады броненосцев.
Участник Первой мировой войны. С декабря 1914 года — капитан 2-го ранга. Служил офицером в штабе командующего Черноморским флотом (исправлял должность флагманского штаб-офицера штаба командующего флотом Чёрного моря). Владел французским, английским, итальянским и немецким языками. На 1916 год — был женат, детей не имел.
7 октября 1917 года произведен в капитаны 1-го ранга.
В революционном 1917 году принимал активное участие в украинизации Черноморского флота. Поддерживал поднятие украинских флагов на кораблях флота и обращения к украинской Центральной Раде, занимался активной работой по созданию украинских национальных военно-морских сил.
В начале 1918 году перешёл на службу УНР, служил заместителем руководителя морского штаба и министра морских дел УНР. После прихода к власти гетмана Павла Скоропадского активно включился в процесс развития Военно-морских сил Украинской державы.
В июне 1918 года назначен начальником Главного морского штаба Украинских ВМС. В конце лета 1918 года начались заключительные украинского-германские переговоры, по окончательной передаче кораблей Черноморского флота Украинской державе. Во второй половине августа 1918 года, по поручению Совета министров, Свирский, в качестве руководителя украинской делегации выехал в Берлин для согласования плана передачи Украине военных и торговых кораблей, бывшего Императорского Черноморского флота, которые находились в руках немцев.
Участвовал в Киеве в переговорах с представителями большевистской России по решению морских проблем.
С 10 октября 1918 года — контр-адмирал Украинской державы, заместитель министра морских дел Украины. По некоторым источникам — министр морских дел Украинской державы.
После свержения гетмана Скоропадского и захвата кораблей украинского Черноморского флота войсками Антанты, переехал в Польшу. Первоначально был директором Лиги Возрождения ВМС Польши, а затем отправился во Францию, где вёл активную деятельность в Польском национальном комитете.
В 1919 году поступил на службу в вооруженные силы Польши в чине капитана 1-го ранга.
С июля 1920 года — заместитель начальника Департамента по морским делам Военного министерства Польской республики, с сентября 1920 года — командующий военно-морскими силами морского побережья в Пуцке. С января 1921 года — полковник ВМФ, с апреля 1921 года — командор, со старшинством с 01.06.1919.
В 1922 году был назначен командующим польским флотом, базирующимся в Пуцке.
В 1925—1939 годах занимал должность начальника Военно-морского управления в Министерстве военных дел в Варшаве. В 1931 году был повторно произведен (теперь уже польскими властями) в контр-адмиралы.
В начале Второй мировой войны, после поражения Войска Польского в сентябрьской кампании 1939 года, Свирский, совместно с чинами Министерства военных дел Польши, через Румынию, эмигрировал во Францию, затем — в Великобританию. Вместе с Владиславом Сикорским от имени Польши подписал польско-британское соглашение.
Был членом польского правительства в изгнании. С 1941 года — вице-адмирал.
После освобождения Польши советскими войсками и прихода к власти коммунистов эмигрировал во Францию, жил в Париже. В 1946 году уехал в Великобританию.
Умер 12 июня 1959 в Лондоне. Похоронен на Бромптонском кладбище.

## Карьера
- гардемарин — 1899[2] (Российская империя)
- мичман — 1902[2] (Российская империя)
- лейтенант флота — 1905[2] (Российская империя)
- старший лейтенант флота — 1912[5] (Российская империя)
- капитан 2-го ранга — 1914[3] (Российская империя)
- капитан 1-го ранга — 1917[4] (Российская республика)
- контр-адмирал — 1918 (Украинская держава)
- полковник ВМФ — 1921 (Польша)
- командор — 1921 (Польша)
- контр-адмирал — 1931 (Польша)
- вице-адмирал — 1941 (Польша)

## Награды
Польской республики:
- Большой крест Ордена Возрождения Польши (1957)
- Командор Ордена Возрождения Польши (1936)
- Офицер Ордена Возрождения Польши (1922)
- Золотой Крест Заслуги (1933)
- Медаль «Участнику войны. 1918—1921»
- Медаль «10-летие обретения независимости»
- Медаль Победы

Российской империи:
- Орден Святого Владимира 4 степени с мечами и бантом (18.05.1915)[3]
- Орден Святой Анны 2 степени с мечами
- Орден Святого Станислава 2 степени с мечами (19.01.1915)[3]
- Орден Святой Анны 3 степени (06.12.1912)[3]
- Орден Святого Станислава 3 степени (06.12.1907)[2]
- Медаль «В память 300-летия царствования Дома Романовых» (1913)[3]
- Медаль «В память 200-летия морского сражения при Гангуте» (1915)[3]

Франции:
- Кавалер Ордена Почётного легиона (1914)[3]
- Офицер Ордена Почётного легиона
- Командор Ордена Почётного легиона
- Орден Морских заслуг (1931)

других государств:
- Большой крест Ордена Меча (1934, Швеция)
- Гранд-офицер Ордена Трёх звёзд (1934, Латвия)
- Рыцарь-командор Ордена Бани (1940-е годы, Великобритания)
- Кавалер ордена Белой Розы (Финляндия)
- Орден Креста Свободы II класса (Финляндия)